# Rhaetium
| ❮ | System    | Serie       | Stufe     | ≈ Alter (mya) |
| ❮ | später    | später      | später    | jünger        |
| - | --------- | ----------- | --------- | ------------- |
| ❮ | T r i a s | Obertrias   | Rhaetium  | 201,3 ⬍ 208,5 |
| ❮ | T r i a s | Obertrias   | Norium    | 208,5 ⬍ 228   |
| ❮ | T r i a s | Obertrias   | Karnium   | 228 ⬍ 235     |
| ❮ | T r i a s | Mitteltrias | Ladinium  | 235 ⬍ 242     |
| ❮ | T r i a s | Mitteltrias | Anisium   | 242 ⬍ 247,2   |
| ❮ | T r i a s | Untertrias  | Olenekium | 247,2 ⬍ 251,2 |
| ❮ | T r i a s | Untertrias  | Indusium  | 251,2 ⬍ 251,9 |
| ❮ | früher    | früher      | früher    | älter         |

Das Rhaetium (Rhät, auch Rät) ist eine international verwendete geologische Stufe der Obertrias, die den Zeitraum vor etwa 208,5 bis 201,3 Millionen Jahren umfasst und somit ca. 7,2 Millionen Jahre dauerte. Das Rhaetium ist die letzte (jüngste) Stufe der Trias und folgt auf das Norium. Auf das Rhaetium folgt das Hettangium.

## Namensgebung und Geschichte
Das Rhaetium ist nach den Rätischen Alpen (alte Schreibweise Rhätische Alpen) in der Ostschweiz und dem anschließenden Grenzgebiet Italiens und Österreichs benannt. Sie wurde von Carl Wilhelm von Gümbel 1859 („rhaetische Formation“) vorgeschlagen.

## Definition und GSSP
Die Basis des Rhaetium ist bisher noch nicht eindeutig festgelegt; die tiefste (erste) Ammonitenzone des Rhaetiums ist im Tethysbereich Sagenites reticulatus. Im borealen Bereich kommt dieser Ammonit nicht vor. Hier ist die Zone des Cochloceras amoenum die tiefste Ammonitenzone des Rhaetiums. Außerdem treten nahe der Basis auch die Conodonten Misikella spp. und Epigondolella mosheri erstmals auf, ebenso die Radiolarien-Art Proparvicingula moniliformis. Die Obergrenze ist ebenfalls unsicher, da der GSSP für den Beginn des Juras nicht abschließend definiert worden ist. Die oberste Ammonitenzone des Rhaetiums ist im Tethys-Bereich die Zone des Choristoceras marshi. Jedoch existiert bis zur Basis der gutdefinierten Psiloceras planorbis-Zone des Hettangium (Unterjura) ein Übergangsbereich (sogenannte praeplanorbis-Schichten), der vermutlich weiter unterteilt werden kann. In diesem Übergangsbereich wird vermutlich die Trias-/Jura-Grenze definiert werden.

## Untergliederung des Rhaetium
Das Rhaetium wird im Tethysbereich in zwei Ammoniten-Zonen untergliedert.
- Choristoceras marshi-Zone
- Rhabdoceras suesii-Zone